# Casa Joieria Carbonell
La Casa Joieria Carbonell és un edifici del municipi de Figueres (Alt Empordà) que forma part de l'Inventari del Patrimoni Arquitectònic de Catalunya.

## Descripció
Edifici cantoner situat a davant de la Rambla de Figueres, amb planta baixa i tres pisos i coberta terrassada. La planta d'aquest edifici té forma trapezoïdal. És un edifici amb tres façanes que donen a carrers diferents. Una dona al carrer Sant Pere i té una finestra a cada pis, les dues principals amb balcó en forma circular. La façana que està encarada a la Rambla, és de dimensions molt estretes, però tot i això té una obertura a cada façana, amb balconades de ferro forjat decorades. Aquesta façana té les cantonades carreuades, amb carreus ben tallats. La façana que dona al carrer Portella també té una obertura a cada planta, amb balcons de ferro forjat decorats amb motius vegetals.